# 知识网络
知识网络是知识元之间相互关联形成的网络。例如：统计学、应用数学都是数学的分支，那么它们和数学这个知识之间就形成了一种联系。而经济中也常常用到统计学的相关知识，因而统计学与经济学之间也有联系。如果把知识元看作节点，知识元之间的联系用一条边来表示。那么所有的知识以及它们之间的联系就构成了一个庞大复杂的网络，叫做知识网络。